# Rhicnocoelia incisa
Rhicnocoelia incisa är en stekelart som beskrevs av Boucek 1988. Rhicnocoelia incisa ingår i släktet Rhicnocoelia och familjen puppglanssteklar. Inga underarter finns listade i Catalogue of Life.